# 1. županijska liga SŽ
1. županijska liga SŽ je županijsko ligaško natjecanje četvrtog stupanja nogometnih natjecanja u BiH. U ovoj se ligi natječu klubovi s područja Sarajevske županije.

## Struktura lige
Ligu čine 18 klubova podijeljenih u dvije grupe. Prvaci grupa sudjeluju u doigravanju za Drugu ligu FBiH – Centar.

## Dosadašnji osvajači
- 2010./11. i ranije – ?
- 2011./12. – FCT Sarajevo
- 2012./13. – Hrid Sarajevo
- 2013./14. – Pofalićki Sarajevo
- 2014./15. – Bosna Sema Sarajevo
- 2015./16. – Novi Grad Sarajevo
- 2016./17. – Jedinstvo Ljubnići
- 2017./18. – SAŠK Napredak Sarajevo
- 2018./19. – Mošćanica Sarajevo
- 2019./20. – nije odigrano do kraja zbog pandemije COVID-19
- 2020./21. – Baton Sarajevo[1]
- 2021./22. – Ilijaš[2]
- 2022./23. – Igman Ilidža[3]
- 2023./24. – Stup Ilidža[4]